# 230-та піхотна дивізія (Третій Рейх)
230-та піхотна дивізія (Третій Рейх) (нім. 230. Infanterie-Division) — піхотна дивізія Вермахту, що входила до складу німецьких сухопутних військ у роки Другої світової війни.

## Історія
230-та піхотна дивізія була сформована 15 квітня 1942 року в місті Алта, на окупованої частині Північної Норвегії на основі управління берегової оборони «Алта» (нім. Küstenschutzverband Alta). Основні підрозділи дивізії дислокувалися розосереджена по фюльке Фіннмарк на півночі Норвегії і забезпечували берегову оборону в Гаммерфест, Алта, Магероя. Дивізія залишилася на цих позиціях до кінця війни.

## Райони бойових дій
- Норвегія (квітень 1942 — травень 1945)

## Командування

### Командири
- генерал-лейтенант Отто Шенгерр Едлер фон Шенляйтен (нім. Otto Schönherr) (15 квітня — 10 жовтня 1942);
- генерал-лейтенант Конрад Менкель (нім. Konrad Menkel) (10 жовтня 1942 — 10 січня 1944);
- генерал-лейтенант Альбрехт Баєр (нім. Albrecht Baier) (10 січня — 20 лютого 1944);
- генерал-лейтенант Конрад Менкель (20 лютого — 1 жовтня 1944);
- генерал-майор Бернгард Пампель (нім. Bernhard Pampel) (1 жовтня 1944 — 8 травня 1945).

### Підпорядкованість
| Час      | Корпус   | Армія                    | Група армій (округ) | Штаб |
| -------- | -------- | ------------------------ | ------------------- | ---- |
| 1942     |          |                          |                     |      |
| травень  | LXXI КОН | Армія «Норвегія»         | —                   | Алта |
| 1943     |          |                          |                     |      |
| січень   | LXXI ак  | Армія «Норвегія»         | —                   | Алта |
| 1944     |          |                          |                     |      |
| січень   | LXXI ак  | Армія «Норвегія»         | —                   | Алта |
| листопад | LXXI ак  | 20 А                     | —                   | Алта |
| грудень  | XXXVI гк | 20 А                     | —                   | Алта |
| 1945     |          |                          |                     |      |
| січень   | —        | Армійська група «Нарвік» | —                   | Алта |
| лютий    | LXXI ак  | Армійська група «Нарвік» | —                   | Алта |

### Склад
| 1943                               |
| ---------------------------------- |
| 349-й гренадерський полк           |
| 859-й фортечний гренадерський полк |
| 651-й фортечний батальйон          |
| 652-й фортечний батальйон          |
| 653-й фортечний батальйон          |
| 659-й фортечний батальйон          |
| 930-й артилерійський дивізіон      |
| 930-та протитанкова батарея        |
| 930-й інженерний батальйон         |
| 930-та рота зв'язку                |
| Допоміжні частини 230-ї дивізії    |

## Нагороджені дивізії
|  | Кавалери Срібного Німецького Хреста | 1 |